# Laguna Pastos Grandes
Laguna Pastos Grandes är en sjö i Bolivia.   Den ligger i departementet Potosí, i den sydvästra delen av landet, 400 km sydväst om huvudstaden Sucre. Laguna Pastos Grandes ligger 4 433 meter över havet. Arean är 118 kvadratkilometer. Den sträcker sig 1,2 kilometer i nord-sydlig riktning, och 0,6 kilometer i öst-västlig riktning.
Trakten runt Laguna Pastos Grandes är ofruktbar med lite eller ingen växtlighet. Trakten runt Laguna Pastos Grandes är nära nog obefolkad, med mindre än två invånare per kvadratkilometer.